# Оуайн ап Грифид
О́уайн ап Гри́фид (валл. Owain ap Gruffydd), известный также как Оуайн Гви́нед (валл. Owain Gwynedd) или Оуайн Гви́ндур (валл. Owain Gwyndwr) (ок. 1100 — 28 ноября 1170) — правитель валлийского королевства Гвинед. Иногда называется также Оуайном I Гвинедским или Оуайном I Валлийским. Иногда считается наиболее успешным правителем северного Уэльса среди всех, кто правил до его внука, Лливелина Великого. Оуайном Гвинедом (точнее, Гвинедским) его называют, чтобы отличать от его современника, правителя Поуиса Оуайна ап Грифида, известного также как Оуайн Кивейлиог. Оуайн Гвинед принадлежал к дому Аберфрау, старшей ветви потомков Родри Великого.

## Ранние годы
Отец Оуайна Грифид ап Кинан был сильным правителем, которому за 62 года правления удалось сделать королевство Гвинед ведущим игроком на валлийской политической сцене. Средоточием власти его королевства был остров Англси. Мать Оуайна Ангхарад была дочерью Оуайна ап Эдвина. Оуайн был вторым из трёх сыновей Грифида и Ангхарад.
Предполагается, что Оуайн родился на Англси около 1100 года. К 1120 году Грифид был уже стар и не мог вести войска в бой, так что роль полководцев уже играли его дети: Кадваллон, Оуайн и Кадваладр. Они успешно сражались и с нормандцами, и с другими валлийскими правителями. Старший сын Грифида Кадваллон погиб в битве с войсками Поуиса в 1132 году, после чего Оуайн стал наследником гвинедского трона. Оуайн и Кадваладр вступили в союз с правителем Дехейбарта Грифидом ап Рисом и нанесли нормандцам тяжелое поражение в битве при Криг-Маур возле Кардигана в 1136 году. После этого Кередигион был присоединён к владения Грифида ап Кинана.

## Восшествие на трон и ранние войны
После смерти Грифида в 1137 году Оуайн унаследовал его владения, но был вынужден их разделить со своим братом Кадваладром. В 1143 году Кадваладр оказался замешан в убийстве правителя Дехейбарта Анарауда ап Грифида, и Оуайн послал своего сына Хивела, чтобы тот лишил Кадваладра всех земель на севере Кередигиона. Хотя позже Оуайн и Кадваладр примирились, Оуайн остался единовластным правителем большей части северного Уэльса. В 1155 году Кадваладр отправился в изгнание.
Оуайн воспользовался гражданской войной в Англии между сторонниками Стефана и Матильды, чтобы отодвинуть восточную границу Гвинеда как можно дальше. В 1146 году он захватил замок в Молде, а в 1150-м — замок Рудлан и подошёл к границам Поуиса. Правитель Поуиса Мадог ап Маредид с помощью Ранульфа, графа Честерского дал ему сражение при Коулсхилле, но Оуайн одержал победу.

## Война с Генрихом II
В 1154 году на английский трон вступил Генрих II. В 1157 году он вторгся в Гвинед при поддержке Мадога ап Маредида и брата Оуайна — Кадваладра. Вначале Генриха преследовали неудачи: он чуть не погиб в стычке возле Бэзингверка, а посланный им флот высадился на Англси, но потерпел поражение. Тем не менее, Оуайн был вынужден заключить с Генрихом договор и уступить ему Рудлан и другие земли на востоке.
В 1160 году умер Мадог ап Маредид, что позволило Оуайну вернуть восточные земли. В 1163 году в союзе с Рисом ап Грифидом, правителем Дехейбарта, он выступил против англичан. В 1165 году Генрих вновь вторгся в Гвинед, но отправился не обычным путём вдоль северного берега, а вышел из Освестри и направился через Бервинские холмы. Навстречу ему выступили союзные войска валлийских правителей, во главе которых стоял Оуайн. Тем не менее большого сражения так и не произошло, так как тяжёлые погодные условия и трудности со снабжением заставили Генриха отступить. В отместку английский король приказал искалечить нескольких валлийских заложников, среди которых были два сына Оуайна.
Более Генрих не вторгался в Гвинед, и Оуайну удалось восстановить свои завоевания на востоке. В 1167 году он вернул себе Рудлан после трёхмесячной осады.

## Споры с церковью и наследники
Последние годы жизни Оуайна прошли в спорах с архиепископом Кентерберийским Томасом Беккетом из-за назначения нового епископа Бангорского. Когда эта кафедра освободилась, Оуайн добился того, чтобы на неё выбрали его протеже Артура Бардсейского. Архиепископ отказался принять это решение, и Артур прошёл хиротонию в Ирландии. Спор продолжился, и официально кафедра продолжала пустовать ещё долгое время после смерти Оуайна. Кроме того, Оуайн вынужден был бороться с архиепископом Кентерберийским и папой римским из-за того, что они отказывались признать его брак со второй женой Кристин, которая была его двоюродной сестрой, что не позволялось каноническим правом. Оуайн умер в 1170 году, и, хотя он был отлучён от церкви, его похоронили в Бангорском соборе. В «Хронике принцев» (Brut y Tywysogion) отмечено, что скончался он «после бесчисленных побед, непобеждённый с юности».
Считается, что по заказу Оуайна было написано пропагандистское «Житие Грифида ап Кинана», его отца. После смерти Оуайна разразилась война между его сыновьями. Оуайн был женат дважды. Первой его женой была Гвладис верх Лливарх ап Трахайарн. У них родилось два сына: Майлгун ап Оуайн Гвинед и Иорверт Друйндун, отец Лливелина Великого. От Кристин у Оуайна родилось три сына, включая Давида и Родри. Кроме того, у Оуайна было несколько незаконных сыновей, которые по валлийским законам также имели право на престол, если бы отец их признал.

## Наследники
Оуайн назначил своим преемником любимого сына Рина, однако в 1147 году тот скончался, что повергло отца в большое горе. После этого наследником стал Хивел, но после смерти Оуайна он был изгнан в Ирландию сыновьями Кристин Давидом и Родри. Позже он вернулся в Уэльс с ирландской армией, но был убит в сражении при Пентрайте. Давид и Родри поделили Гвинед между собой, но внук Оуайна Лливелин Великий вновь объединил страну.
Дети
- Рин (умер в 1147 году)
- Хивел (умер в 1170 году)
- Йорверт Друиндун (умер в 1177 году)
- Майлгун
- Гвенлиан верх Оуайн
- Давид
- Родри
- Анхарад верх Оуайн
- Маргарет верх Оуайн
- Юфан
- Кинан
- Ририд
- Мадауг
- Кинуриг
- Гвенлиан Младшая
- Эйнион
- Иаго
- Ффилип
- Каделл
- Ротперт
- Идвал